# Mânăstireni (okręg Botoszany)
Mânăstireni – wieś w Rumunii, w okręgu Botoszany, w gminie Unțeni. W 2011 roku liczyła 790 mieszkańców.